# Stéphanie Elbaz

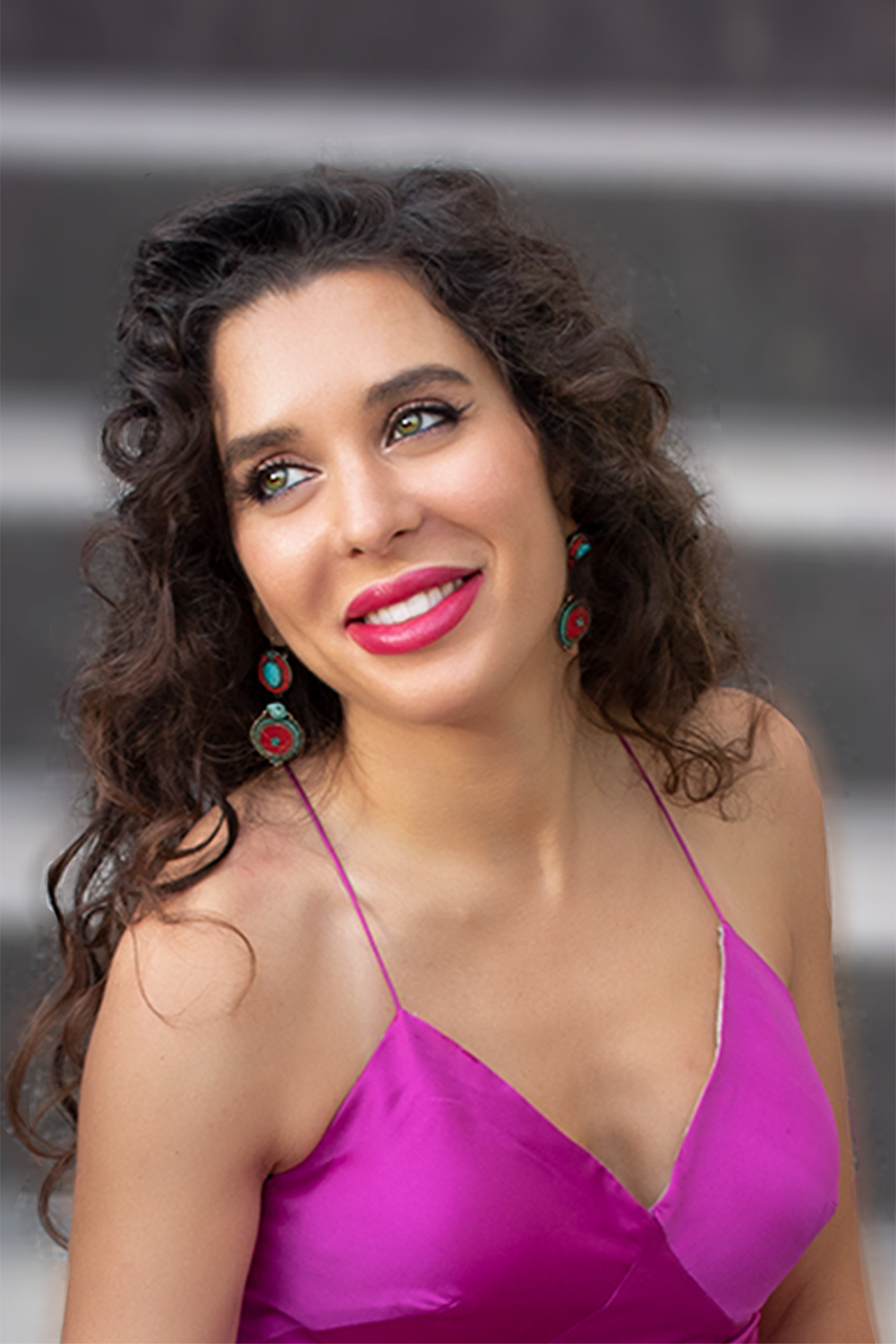
Stéphanie Elbaz (2018)

Stéphanie Elbaz (geboren in Casablanca) ist eine französische Pianistin.

## Leben
Stéphanie Elbaz studierte an Musikhochschulen in Frankreich, Belgien und den Niederlanden. Ihre Karriere als Solistin führte sie u. a. nach Großbritannien und Belgien, in die Niederlande, nach Deutschland, Österreich, Frankreich, Portugal, Italien und Marokko. 2009 spielte sie in Rotterdam die Uraufführung eines ihr gewidmeten Konzertes für Klavier und Orchester des Komponisten Wolf Simonis. Neben Klavier spielt sie auch Harfe, Gitarre und Viola da Gamba.
Im Jahr 2017 führte sie in Prag Charles Valentin Alkan Konzert für Klavier solo auf: eine Herausforderung sowohl in Bezug auf die Dauer (50 Minuten), die Technik als auch auf die körperliche Ausdauer, die es erfordert. Ihre Darbietung wurde in den Ranglisten der schwierigsten Stücke, die je für das Klavier geschrieben wurden, erwähnt (Cmuse, classicfm...)
Als Botschafterin der Gary Pons Luxusklaviere ist sie auch die Muse des Gary Pons Platinmodells (in 24 Karat Gold und Platin), das heute das teuerste Klavier der Welt ist.

## Auszeichnungen
- Stéphanie Elbaz errang internationale Auszeichnungen, so 2008 beim Franz-Liszt-Wettbewerb in Utrecht[3] und beim Île-de-France-Wettbewerb.

## Diskografie/Aufnahmen
Sie hat Konzerte für den belgischen TV-Sender 3 und den niederländischen Kultur-Sender eingespielt.